# Louis de Funès
Louis Germain David de Funès de Galarza (Courbevoie, 31 de julho de 1914 — Nantes, 27 de janeiro de 1983) foi um ator e comediante francês, amplamente reconhecido como o ator favorito da França, de acordo com diversas pesquisas de opinião realizadas desde o final da década de 1960. Ao longo de sua prolífica carreira, ele interpretou mais de 150 papéis no cinema e mais de 100 no teatro.
Seu estilo de atuação é notável pela energia intensa e pela vasta gama de expressões faciais e tiques. Uma parte significativa de seus trabalhos mais conhecidos foi dirigida por Jean Girault. Os personagens caricaturais e burgueses que interpretava, tipicamente aduladores com a autoridade e opressores com seus subordinados, encontraram forte ressonância nas transformações das sociedades ocidentais da década de 1960, impulsionando seu sucesso. Em contraste com sua persona pública, De Funès era conhecido em sua vida privada por ser um homem notoriamente tímido e reservado, além de um católico devoto.
Considerado um dos maiores atores franceses de todos os tempos, Louis de Funès permanece até hoje o ator mais rentável da história do cinema francês. Ele desfruta de amplo reconhecimento internacional; além de sua imensa fama no mundo francófono, ele é um nome familiar em grande parte da Europa continental, incluindo o antigo Bloco Oriental, a antiga União Soviética, assim como no Irã, Turquia e Israel. Apesar dessa popularidade internacional, Louis de Funès permanece uma figura pouco conhecida no mundo anglófono e lusófono. Ele foi apresentado a um público mais amplo apenas uma vez, em 1973, com o lançamento de Les Aventures de Rabbi Jacob, filme mais lembrado pela cena da dança do Rabino Jacob e que foi indicado ao Globo de Ouro.
Duas instituições foram dedicadas à sua vida e obra: um museu localizado no Château de Clermont, próximo a Nantes, onde residiu, e outro na cidade de Saint-Raphaël, no sul da França.

## Primeiros anos
Louis de Funès nasceu em 31 de julho de 1914 em Courbevoie, um subúrbio parisiense, filho de pais oriundos de Sevilha, na Espanha. Como as famílias do casal se opunham ao casamento, eles fugiram para a França em 1904. Seu pai, Carlos Luis de Funès de Galarza, era um nobre cuja mãe descendia dos Condes de Galarza (de origem basca). A família paterna era de Funes. Ele havia sido advogado na Espanha, mas tornou-se lapidador de diamantes ao chegar à França. Sua mãe, Leonor Soto Reguera, era galega, filha do advogado galego Teolindo Soto Barro, de ascendência portuguesa.

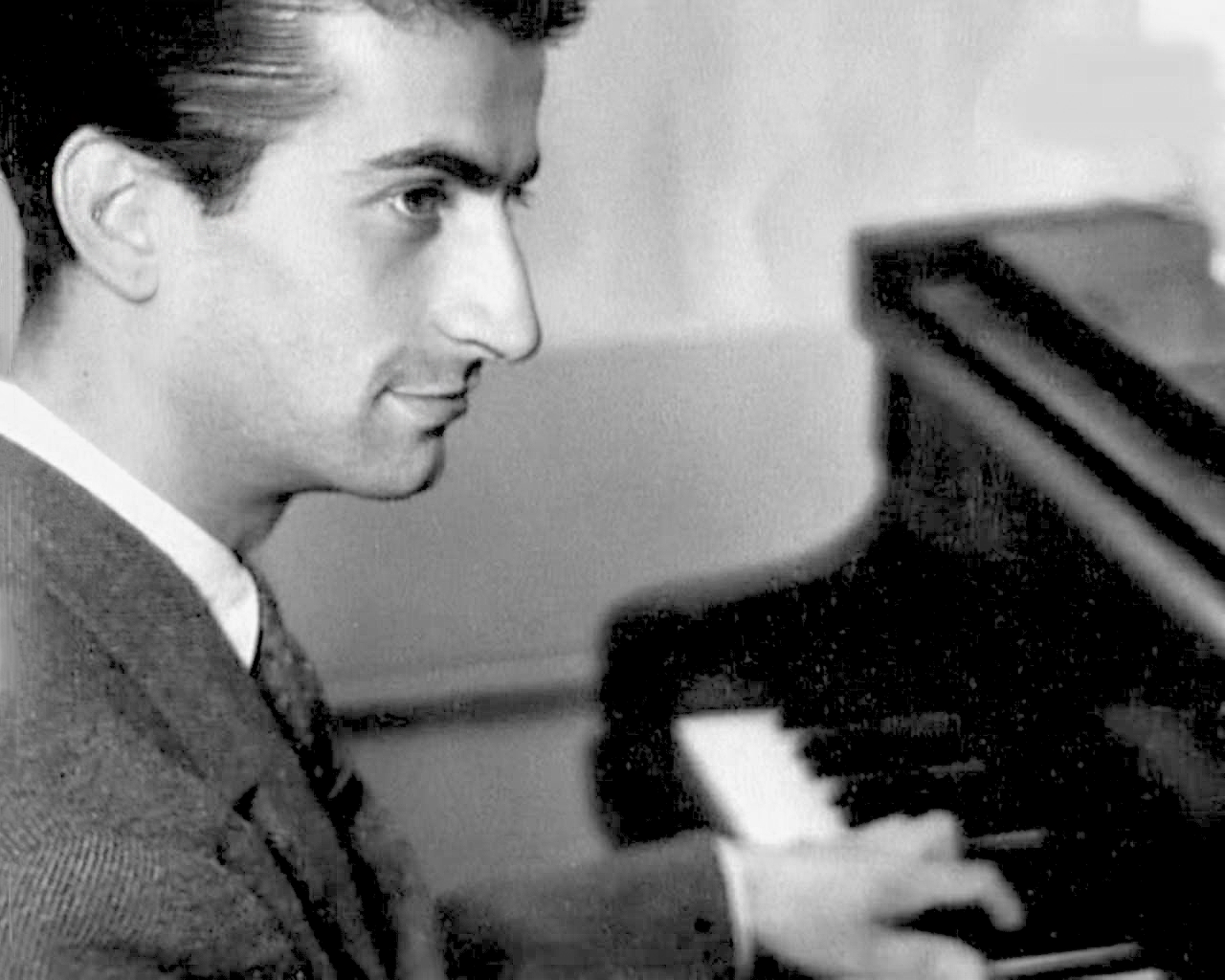
De Funès ao piano em 1943

Conhecido por amigos e íntimos como "Fufu", De Funès falava francês, espanhol e inglês. Durante sua juventude, gostava de desenhar e tocar piano. Foi aluno do Lycée Condorcet, em Paris. Mais tarde, abandonou os estudos, e sua juventude foi relativamente discreta; como jovem e adulto, De Funès exerceu trabalhos braçais, dos quais foi repetidamente demitido. Tornou-se pianista de bar, trabalhando principalmente como pianista de jazz em Pigalle, Paris, onde fazia seus clientes rirem a cada careta. Estudou atuação por um ano na escola de teatro Simon, onde fez alguns contatos úteis, incluindo Daniel Gélin, entre outros. Em 1936, casou-se com Germaine Louise Élodie Carroyer, com quem teve um filho, Daniel; o casal se divorciou no final de 1942. No início da década de 1940, De Funès continuou tocando piano em clubes, acreditando que não havia muita demanda por um ator baixo, calvo e magro. Sua esposa e Daniel Gélin o encorajaram até que ele conseguiu superar seu medo da rejeição. Sua esposa o apoiou nos momentos mais difíceis e o ajudou a gerenciar sua carreira de forma eficiente.
Durante a ocupação de Paris na Segunda Guerra Mundial, ele continuou seus estudos de piano em uma escola de música, onde se apaixonou por uma secretária, Jeanne Barthelémy de Maupassant. Ela se apaixonou pelo "jovem que tocava jazz como um deus"; eles se casaram em 1943 e permaneceram juntos por quarenta anos, até sua morte em 1983. Tiveram dois filhos: Patrick (nascido em 27 de janeiro de 1944), que se tornou médico, e Olivier (nascido em 11 de agosto de 1949), que se tornou piloto da Air France Europe e também seguiu os passos do pai como ator. Olivier de Funès ficou conhecido pelos papéis que desempenhou em alguns filmes de seu pai (Les Grandes Vacances, Fantômas se déchaîne, Le Grand Restaurant e Hibernatus sendo os mais famosos).

## Carreira teatral
Louis de Funès iniciou sua trajetória no mundo do entretenimento no teatro, onde alcançou um sucesso modesto e também desempenhou pequenos papéis em filmes. Mesmo após ascender ao estrelato cinematográfico, ele continuou a atuar em peças teatrais. Sua carreira nos palcos culminou em uma magnífica atuação na peça Oscar, um papel que ele retomaria alguns anos mais tarde na adaptação cinematográfica homônima.

## Carreira cinematográfica

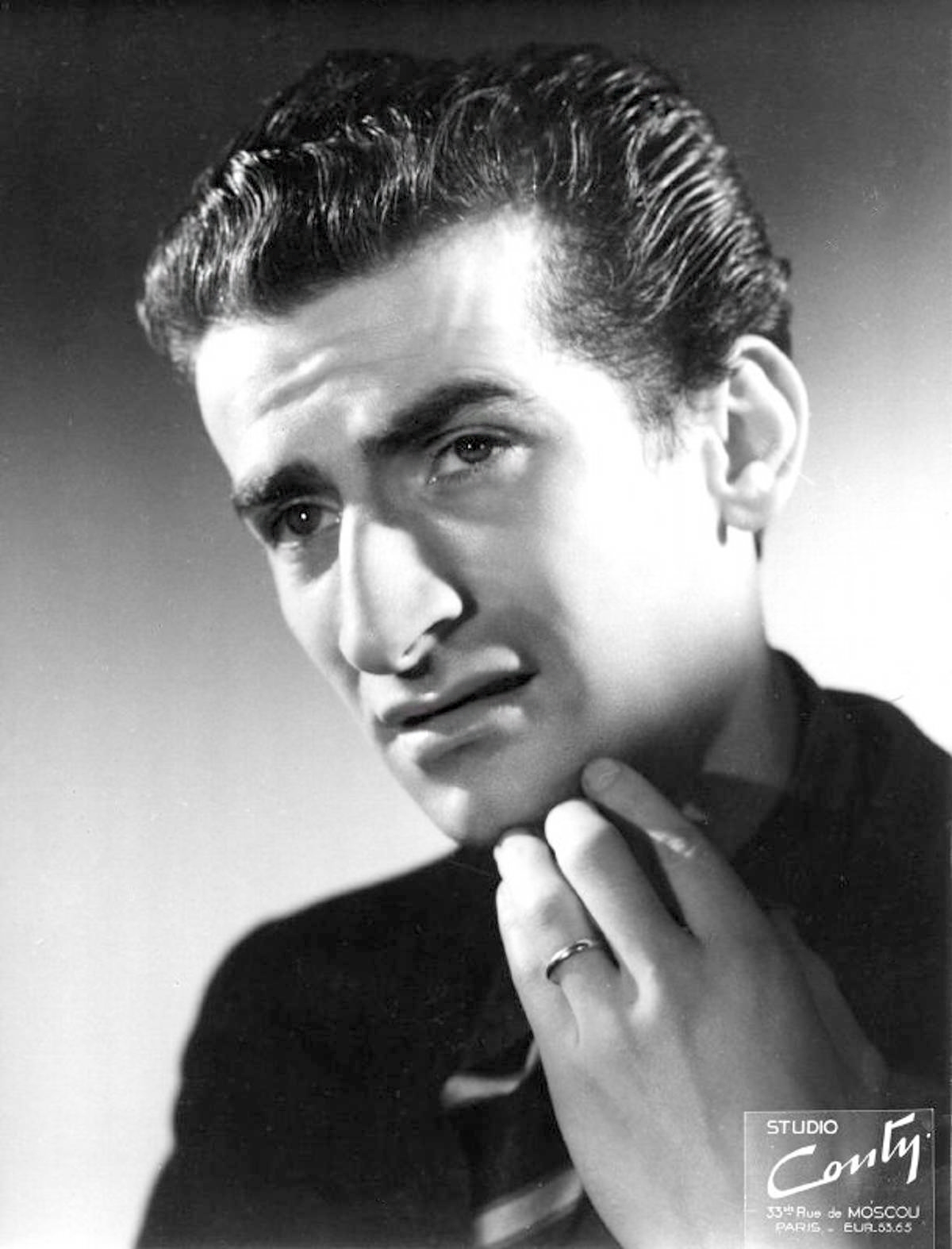
De Funès em 1947

Em 1945, graças ao seu contato com Daniel Gélin, De Funès fez sua estreia no cinema aos 31 anos com uma pequena participação em La Tentation de Barbizon, de Jean Stelli. Ele aparece na tela por menos de 40 segundos no papel do porteiro do cabaré Le Paradis, recepcionando o personagem interpretado por Jérôme Chambon no hall de entrada e indicando-lhe as portas duplas que levam ao salão principal, dizendo: "C'est par ici, Monsieur" ("É por aqui, senhor"). Chambon recusa o convite, empurrando a porta ele mesmo em vez de puxá-la. De Funès então exclama: "Bien, il a son compte celui-là, aujourd'hui!" ("Bem, ele já teve o suficiente hoje!").
Nos 20 anos seguintes, ele atuou em 130 papéis no cinema, desempenhando papéis menores em mais de 80 filmes antes de receber suas primeiras oportunidades como protagonista. Durante esse período, De Funès desenvolveu uma rotina diária de atividades profissionais: pela manhã, fazia dublagens para artistas reconhecidos, como Totò, um cômico italiano da época; à tarde, trabalhava em filmes; e à noite, atuava no teatro.
De 1945 a 1955, participou de 50 filmes, geralmente como figurante ou em papéis secundários. Em 1954, começou a estrelar filmes como Ah! Les belles bacchantes e Le Mouton à cinq pattes. Uma oportunidade surgiu em 1956, quando interpretou o açougueiro do mercado negro Jambier (outro papel pequeno) na conhecida comédia da Segunda Guerra Mundial de Claude Autant-Lara, La Traversée de Paris. Ele alcançou o estrelato em 1963 com o filme de Jean Girault, Pouic-Pouic. Este filme de sucesso garantiu a De Funès o primeiro crédito em todos os seus filmes subsequentes. Aos 49 anos, De Funès inesperadamente se tornou uma grande estrela de renome internacional com o sucesso de Le gendarme de Saint-Tropez. Após sua primeira colaboração bem-sucedida, o diretor Jean Girault viu em De Funès o ator ideal para interpretar o papel do gendarme astuto, oportunista e bajulador; o primeiro filme daria origem a uma série de seis.
Outra colaboração com o diretor Gérard Oury produziu uma dupla memorável de De Funès com Bourvil—outro grande ator cômico—no filme de 1965, Le Corniaud. O sucesso da parceria De Funès-Bourvil se repetiu em La Grande Vadrouille, um dos filmes de maior sucesso e maior bilheteria já realizado na França, atraindo um público de 17,27 milhões de espectadores. Permanece seu maior sucesso. Oury planejou um novo encontro dos dois comediantes em seu filme La Folie des grandeurs, mas a morte de Bourvil em 1970 levou à improvável parceria de De Funès com Yves Montand naquele filme. Apesar disso, o filme foi um sucesso.

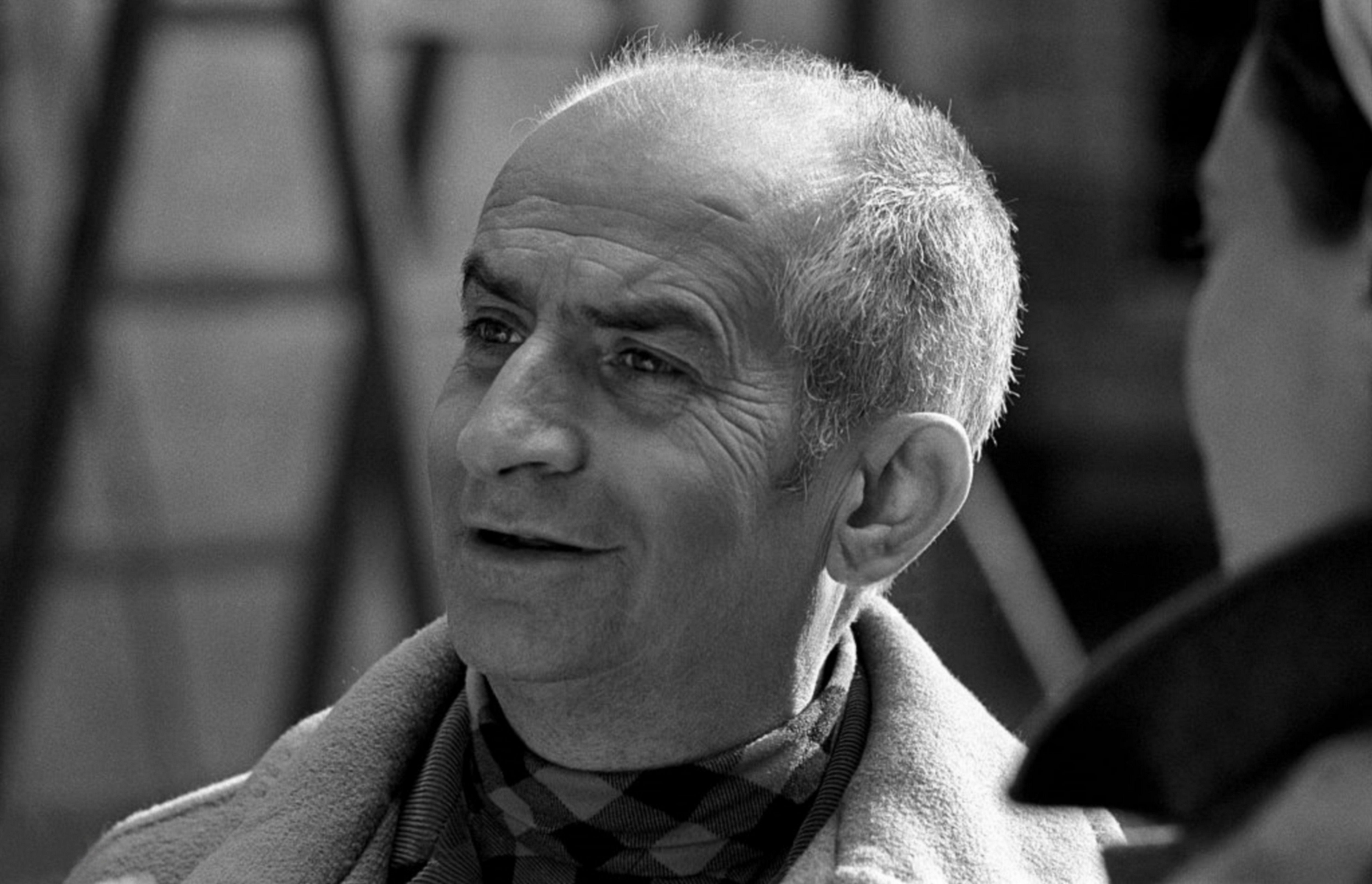
De Funès no cenário do filme L'homme orchestre em 1970

Eventualmente, De Funès se tornou o principal ator cômico da França. Entre 1964 e 1979, liderou a bilheteria francesa dos filmes de maior sucesso do ano sete vezes. Em 1968, todos os três filmes em que atuou estavam entre os dez primeiros na França naquele ano, liderados por Le Petit Baigneur, com sua memorável cena da missa.
Ele contracenou com muitos dos principais atores franceses de sua época, incluindo Jean Marais e Mylène Demongeot na trilogia Fantômas, e também Jean Gabin, Fernandel, Coluche, Annie Girardot e Yves Montand. Ele também trabalhou com Jean Girault na famosa série Gendarmes. Em uma mudança da imagem de gendarme, De Funès colaborou com Claude Zidi, que escreveu para ele um novo personagem cheio de nuances e franqueza em L'aile ou la cuisse (1976), que é considerado um de seus melhores papéis. Mais tarde, as consideráveis habilidades musicais de De Funès foram exibidas em filmes como Le Corniaud e Le Grand Restaurant. Em 1964, ele estreou no primeiro filme da série Fantômas, que o lançou ao estrelato.
Em 1975, Oury voltou a De Funès para um filme intitulado Le Crocodile, no qual ele interpretaria o papel de um ditador sul-americano. Mas em março de 1975, De Funès foi hospitalizado por problemas cardíacos e forçado a interromper a atuação, causando o cancelamento de Le Crocodile. Após sua recuperação, ele apareceu ao lado de outro cômico da época, Coluche, em L'Aile ou la cuisse. Em 1980, De Funès realizou um antigo sonho de fazer uma versão cinematográfica da peça de Molière L'Avare.
De Funès fez seu último filme, Le Gendarme et les Gendarmettes, em 1982.

## Estilo

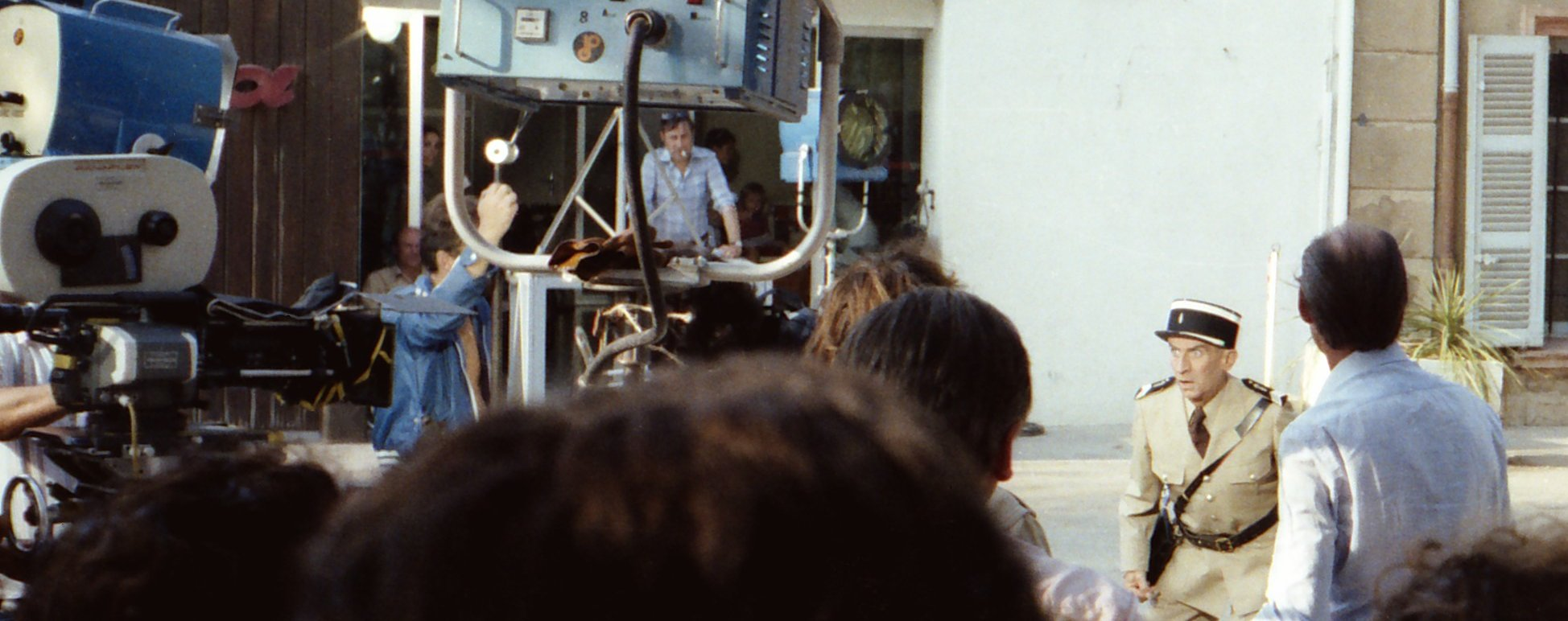
De Funès durante as filmagens de Le gendarme et les extra-terrestres.

Em contraste com os personagens que interpretava, dizia-se que De Funès era uma pessoa muito tímida na vida real. Capaz de uma gama extremamente rica e rapidamente mutável de expressões faciais, ele recebeu o apelido de "o homem das quarenta faces por minuto". Em muitos de seus filmes, ele interpretou o papel de um homem de meia-idade ou maduro, humoristicamente excitável, mal-humorado, com propensão à hiperatividade, má-fé e ataques de raiva incontroláveis. Juntamente com sua baixa estatura – 1,64 m – e suas contorções faciais, essa hiperatividade produzia um efeito altamente cômico. Isso era particularmente visível quando ele era emparelhado com Bourvil, a quem sempre eram dados papéis de homens calmos, ligeiramente ingênuos e bem-humorados. No bem-sucedido papel principal de De Funès em uma versão cinematográfica de O Avarento de Molière, essas características são bastante atenuadas, fervilhando logo abaixo da superfície.

## Últimos anos e morte

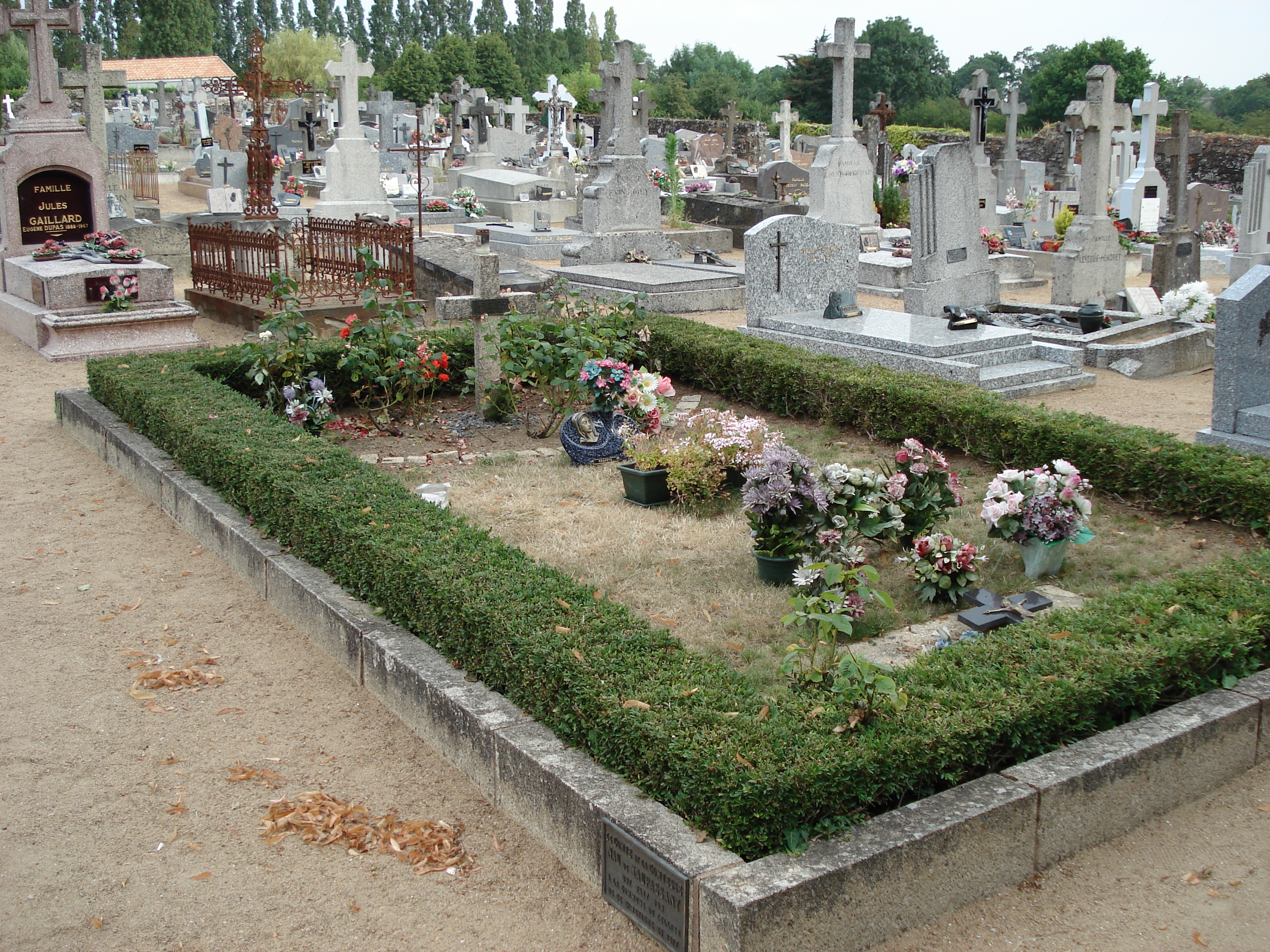
O túmulo de Louis de Funès em Le Cellier, França

Na última parte de sua vida, De Funès alcançou grande prosperidade e sucesso. Foi condecorado cavaleiro da Legião de Honra da França em 1973. Ele residiu no Château de Clermont, um castelo do século XVII localizado na comuna de Le Cellier, a 27 quilômetros de Nantes, no oeste da França. O castelo, com vista para o rio Loire, foi herdado por sua esposa, cuja tia havia se casado com um descendente de Guy de Maupassant. De Funès era um apreciador de rosas e plantou um roseiral nos jardins do castelo; uma variedade de rosa recebeu seu nome: a rosa Louis de Funès. Um monumento em sua homenagem foi erguido no roseiral do castelo.
Nos seus últimos anos, De Funès sofreu de problemas cardíacos após sofrer dois ataques cardíacos causados pelo esforço excessivo de suas performances no palco. Ele morreu de um terceiro ataque cardíaco em 27 de janeiro de 1983, poucos meses após fazer seu último filme. Foi sepultado no Cimetière du Cellier, o cemitério situado nos terrenos do Château de Clermont.

## Legado
De Funès foi retratado em um selo postal emitido em 3 de outubro de 1998 pelo serviço postal francês. Ele também foi retratado em histórias em quadrinhos francesas, inclusive como um jogador em Lucky Luke ("O Bandido de um Braço Só") e como um trabalhador de estúdio de cinema em Clifton ("Dernière Séance"). Em 2013, um museu dedicado a De Funès foi criado no Château de Clermont, onde ele havia residido. Em 2019, outro museu De Funès foi inaugurado em Saint-Raphaël, Var.
O comportamento, o tamanho diminuto e a linguagem corporal do personagem Skinner do filme de animação da Pixar de 2007, Ratatouille, são vagamente baseados em Louis de Funès.

## Filmografia
- Le gendarme et les gendarmettes (1982)
- La soupe aux choux (1981)
- L'avare (1980)
- Le gendarme et les extra-terrestres (1979)
- La Zizanie (1978)
- L'aile ou la cuisse (1976)
- Les aventures de Rabbi Jacob (1973)
- La folie des grandeurs (1971)
- Jo (1971)
- Sur un arbre perché (1971)
- Le gendarme en balade (1970)
- L'homme orchestre (1970)
- Hibernatus (1969)
- Le tatoué (1968)
- Le gendarme se marie (1968)
- Oscar (1967)
- Fantômas contre Scotland Yard (1967)
- Les grandes vacances (1967)
- Le petit baigneur (1967)
- La grande vadrouille (1966)
- Le grand restaurant (1966)
- Fantômas se déchaîne (1965)
- Les Bons vivants (1965)
- Le corniaud (1965)
- Le gendarme à New York (1965)
- Fantômas (1964)
- Une souris chez les hommes (1964)
- Des pissenlits par la racine (1964)
- Le gendarme de St. Tropez (1964)
- Carambolages (1963)
- Faites sauter la banque! (1963)
- Pouic-Pouic (1963)
- Nous irons à Deauville (1962)
- Le diable et les dix commandements (1962)
- Le crime ne paie pas (1962)
- Le gentleman d'Epsom (1962)
- Un clair de lune à Maubeuge (1962)
- Les Veinards (1962)
- La belle américaine (1961)
- Le capitán (1961)
- Candide ou l'optimisme au XXe siècle (1961)
- La vendetta (1961)
- Les Tortillards (1960)
- Certains l'aiment… froide (1960)
- Dans l'eau qui fait des bulles (1960)
- Mon pote le gitan (1959)
- I tartassati (1959)
- Totò, Eva e il pennello proibito (1959)
- La vie à deux (1958)
- Ni vu, ni connu (1958)
- Taxi, roulotte et corrida (1958)
- Comme un cheveu sur la soupe (1957)
- La traversée de Paris (1956)
- Bébés à gogo (1956)
- La loi des rues (1956)
- Si Paris nous était conté (1956)
- Mädchen ohne Grenzen (1955)
- L'impossible Monsieur Pipelet (1955)
- Napoléon (1955)
- Les impures (1955)
- Ingrid - Die Geschichte eines Fotomodells (1955)
- La bande à papa (1955)
- Bonjour sourire (1955)
- Papa, maman, la bonne et moi (1954)
- La Reine Margot (1954)
- Escalier de service (1954)
- Ah! Les belles bacchantes (1954)
- Le mouton à cinq pattes (1954)
- Les corsaires du Bois de Boulogne (1954)
- Poisson d'avril (1954)
- Les hommes ne pensent qu'à ça (1954)
- Le secret d'Hélène Marimon (1954)
- Tourments (1954)
- Mam'zelle Nitouche (1954)
- Les intrigantes (1954)
- Le chevalier de la nuit (1954)
- Le blé en herbe (1954)
- Huis clos (1954)
- Les pépées font la loi (1954)
- Scènes de ménage (1954)
- Mon frangin du Sénégal (1953)
- Les compagnes de la nuit (1953)
- Légère et court vêtue (1953)
- Dortoir des grandes (1953)
- Capitaine Pantoufle (1953)
- Innocents in Paris (1953)
- Au diable la vertu (1953)
- La vie d'un honnête homme (1953)
- L'étrange désir de Monsieur Bard (1953)
- Faites-moi confiance (1953)
- Le rire (1953)
- La fugue de Monsieur Perle (1952)
- La Putain respectueuse (1952)
- Monsieur Taxi (1952)
- L'amour n'est pas un péché (1952)
- Agence matrimoniale (1952)
- Monsieur Leguignon, lampiste (1952)
- Les sept péchés capitaux (1952)
- Les loups chassent la nuit (1952)
- Ils étaient cinq (1952)
- Les dents longues (1952)
- Elle et moi (1952)
- Ma femme est formidable (1951)
- La poison (1951)
- Le dindon (1951)
- Pas de vacances pour Monsieur le Maire (1951)
- Boniface somnambule (1951)
- Bibi Fricotin (1951)
- La rose rouge (1951)
- Sans laisser d'adresse (1951)
- Le roi du bla bla bla (1951)
- Boîte à vendre (1951)
- Champions Juniors (1951)
- Les joueurs (1951)
- La rue sans loi (1950)
- Prima comunione (1950)
- Adémaï au poteau-frontière (1950)
- Rendez-vous avec la chance (1950)
- Mon ami Sainfoin (1950)
- Au revoir M. Grock (1950)